# Dohrniphora adriani
Dohrniphora adriani är en tvåvingeart som beskrevs av Ronald Henry Lambert Disney 1983. Dohrniphora adriani ingår i släktet Dohrniphora och familjen puckelflugor.
Artens utbredningsområde är Panama. Inga underarter finns listade i Catalogue of Life.